# Train Fever
Train Fever est un jeu vidéo de simulation économique de chemin de fer développé par Urban Games et édité par Gambitious Digital Entertainment, sorti en 2014 sur Windows, Mac et Linux.
Il a pour suite Transport Fever.

## Système de jeu
Chaque nouvelle partie débute sur une carte générée aléatoirement, composée de villes et d'éléments naturels (forêts, lacs, etc.).

## Développement
Train Fever est développé par le petit studio suisse indépendant Urban Games.
Le projet est financé via une plate-forme de financement participatif à hauteur de 250 000 euros.

## Accueil
- Canard PC : 7/10[3]
- Gameblog : 6/10[1]
- Jeuxvideo.com : 13/20[2]